# Boston Society of Film Critics Awards 2012
33. ročník předávání cen asociace Boston Society of Film Critics Awards se konal 9. prosince 2012.

## Vítězové
- Nejlepší film
  1. 30 minut po půlnoci
  2. Láska a Až vyjde měsíc (remíza)
- Nejlepší režisér

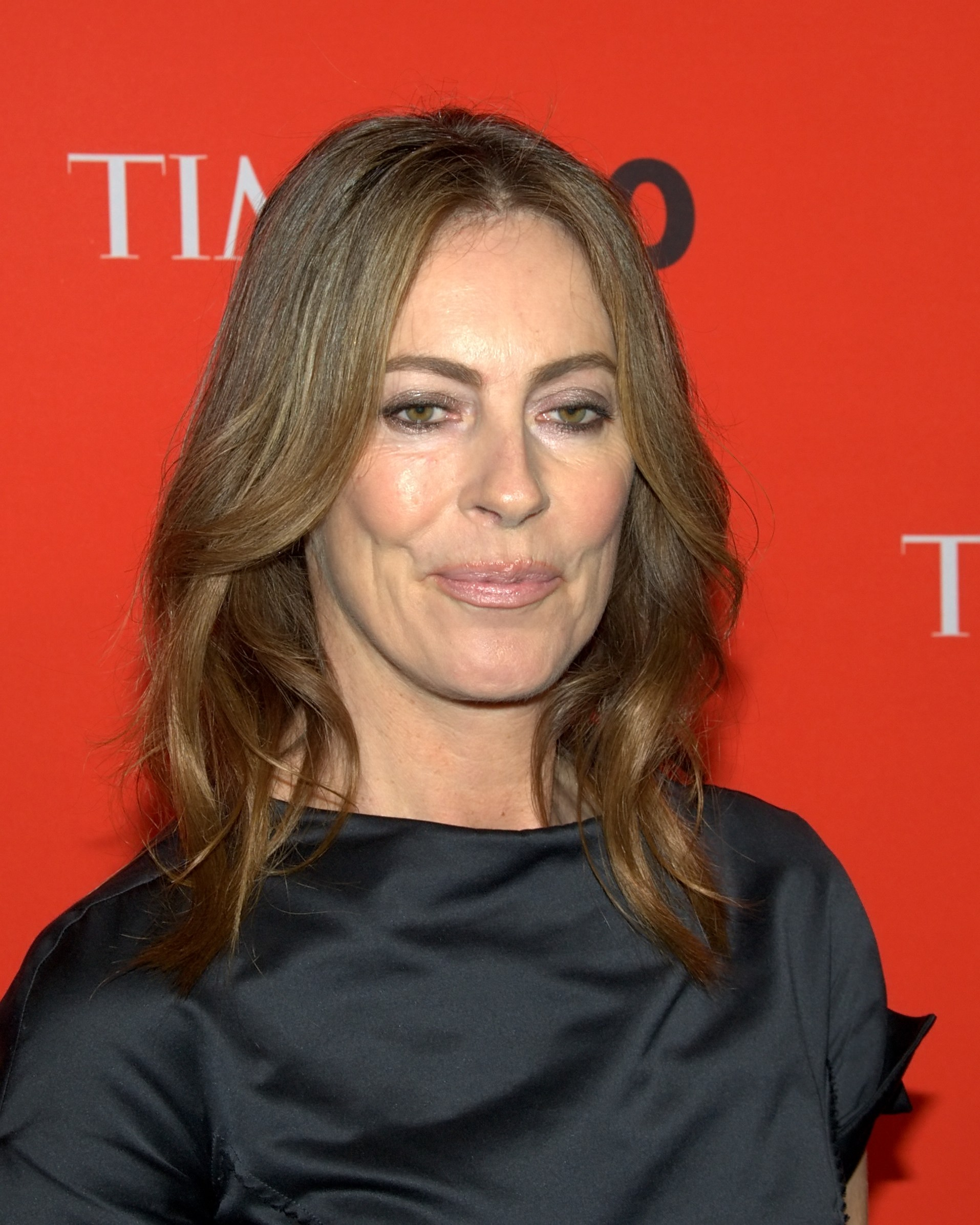
Kathryn Bigelow, vítězka v kategorii nejlepší režisér

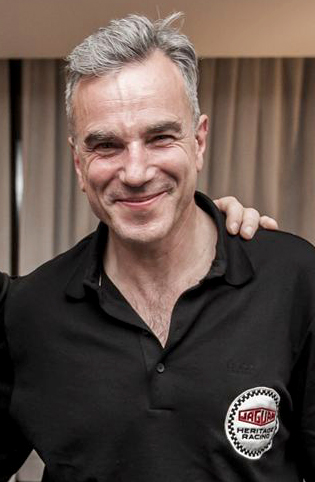
Daniel Day-Lewis, vítěz v kategorii nejlepší mužský herecký výkon v hlavní roli

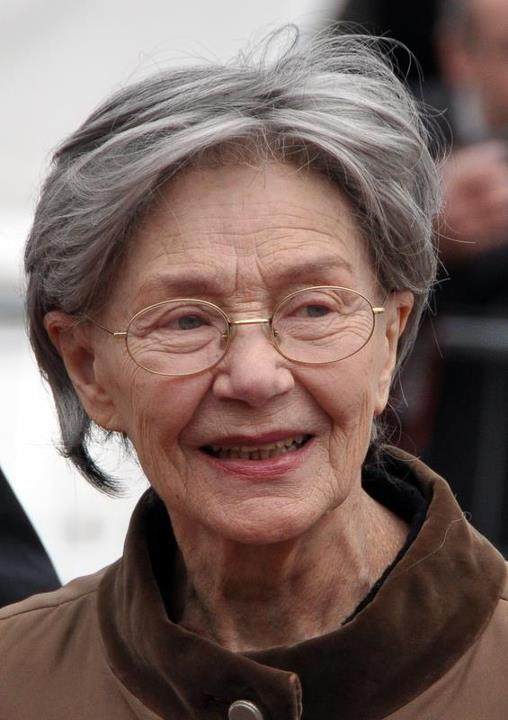
Emmanuelle Riva, vítězka v kategorii nejlepší ženský herecký výkon v hlavní roli

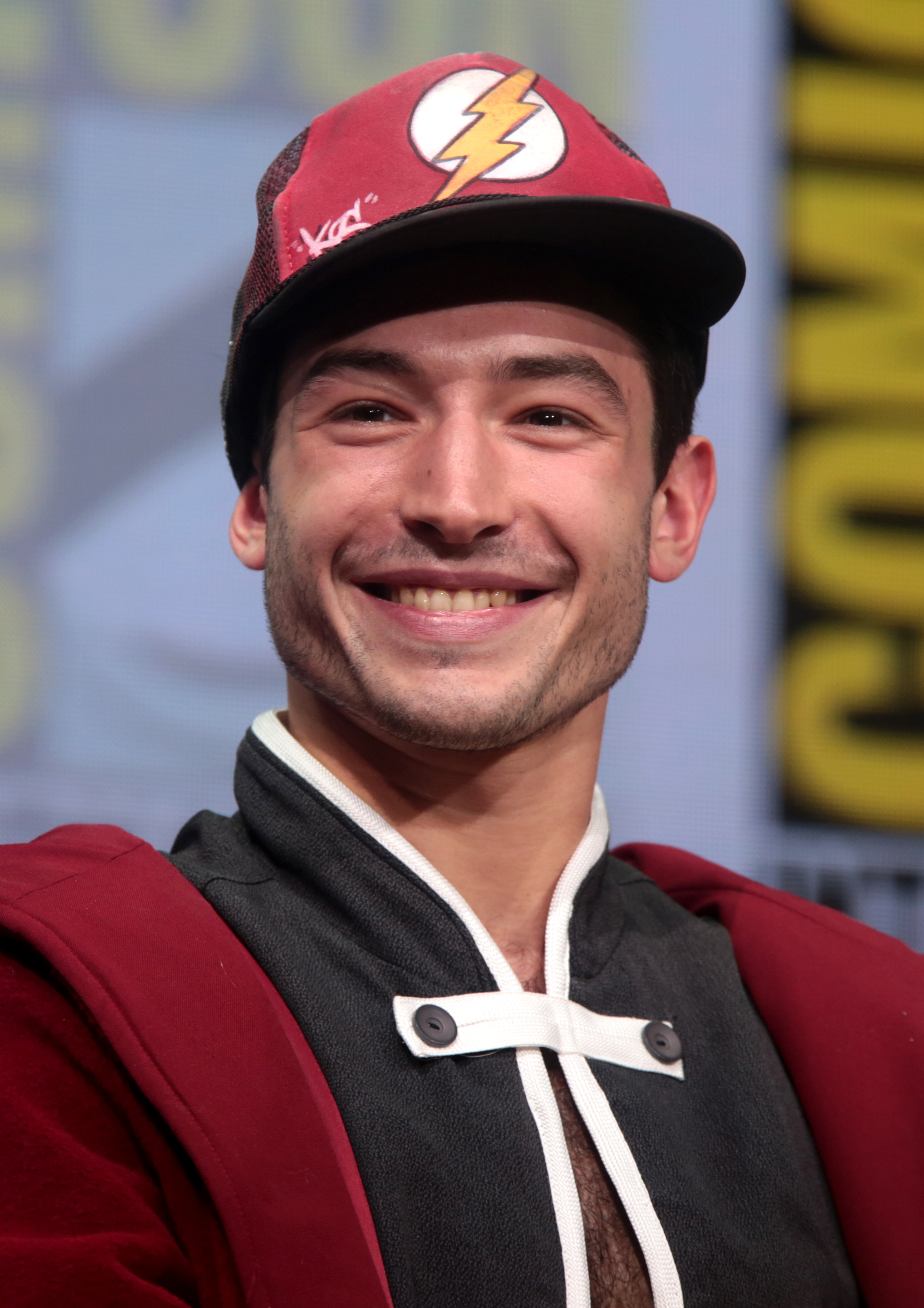
Ezra Miller, vítěz v kategorii nejlepší mužský herecký výkon ve vedlejší roli

  1. Kathryn Bigelow – 30 minut po půlnoci
  2. Paul Thomas Anderson – Mistr
- Nejlepší scénář
  1. Tony Kushner – Lincoln
  2. Wes Anderson a Roman Coppola – Až vyjde měsíc
- Nejlepší herec v hlavní roli
  1. Daniel Day-Lewis – Lincoln
  2. Denis Lavant – Holy Motors
- Nejlepší herečka v hlavní roli
  1. Emmanuelle Riva – Láska
  2. Deanie Ip – Jednoduchý život
- Nejlepší herec ve vedlejší roli
  1. Ezra Miller – Charlieho malá tajemství
  2. Christoph Waltz – Nespoutaný Django
- Nejlepší herečka ve vedlejší roli
  1. Sally Fieldová – Lincoln
  2. Emma Watsonová – Charlieho malá tajemství
- Nejlepší obsazení
  1. Sedm psychopatů
  2. Až vyjde měsíc
- Nejlepší dokument
  1. Jak přežít mor
  2. Královna Versailles z Las Vegas
- Nejlepší cizojazyčný film
  1. Láska (Rakousko/Francie/Německo)
  2. Holy Motors (Francie/Německo)
- Nejlepší animovaný film
  1. Frankenweenie: Domací mazlíček
  2. Norman a duchové
- Nejlepší kamera
  1. Mihai Mălaimare Jr. – Mistr
  2. Robert Yeoman – Až vyjde měsíc  a Claudio Miranda – Pí a jeho život (remíza)
- Nejlepší střih
  1. William Goldenberg a Dylan Tichenor – 30 minut po půlnoci
  2. William Goldenberg – Argo
- Nejlepší použití hudby
  1. Až vyjde měsíc
  2. Nespoutaný Django
- Nejlepší nový filmař
  1. David France – Jak přežít mor
  2. Benh Zeitlin – Divoká stvoření jižních krajin